# Liolaemus atacamensis
Liolaemus atacamensis är en ödleart som beskrevs av  Müller och HELLMICH 1933. Liolaemus atacamensis ingår i släktet Liolaemus och familjen Tropiduridae. IUCN kategoriserar arten globalt som livskraftig. Inga underarter finns listade i Catalogue of Life.